# Io che amo solo te (film 2004)
Io che amo solo te è un film del 2004 diretto da Gianfranco Pannone.

## Trama
Pietro è un attraente architetto di 45 anni, dopo essere stato sposato con Roberta per 20 anni, si rende conto di essere insoddisfatto della sua vita affettiva e professionale. È anche frustrato politicamente, sentendosi abbandonato.